# Сеничкин, Руслан Викторович
Сеничкин Руслан Викторович (укр. Руслан Сенічкін) — украинский телеведущий, ведущий утреннего шоу «Завтрак с 1+1» на телеканале 1+1.

## Биография
Родился 27 сентября 1979 года в Днепропетровске, где в своё время окончил Днепропетровский национальный университет. Позднее Руслан работал на FM-радиостанции «Радио-Премьер», затем на «11 канале» в Днепропетровске.
Вёл программы продакшн-студии «Соло» финансово-экономической тематики.
С 1999 года работал собственным корреспондентом информационного агентства «Медиапространство» в Днепропетровске.
Карьеру на общенациональном телевидении начал в холдинге U.A. Inter Media Group в 2006 году: стал ведущим программы «Один день» на телеканале К1.
С апреля 2007 года — ведущий программы «Подробности» на «Интере». Впрочем, уже в конце 2009 года Руслан Сеничкин ушёл с телеканала «Интер».
Процесс перехода был очень простым: перед Новым годом я написал заявление об уходе. Ушел я по факту в никуда, да и решение было не запланированным, а спонтанным. Это был мой сознательный выбор, и я прекрасно понимал, что остаюсь без работы. Ушел, и четыре месяца я был безработным. У меня были определенные сбережения, благодаря которым я  мог позволить себе отдыхать, путешествовать во время этого периода. Потом я устроился на «ХИТ FM» линейным ведущим новостей. И только через некоторое время я попал на «Плюсы».
С августа 2010 года — ведущий утренней развлекательной программы «Завтрак с 1+1» (телеканал «1+1»).
"Первые два месяца смена образа «ведущий новостей — ведущий утреннего шоу» давалась мне нелегко. Но поработав немного, я понял, что хочу остаться в «Завтраке»", — признаётся Руслан Сеничкин.
Пока что не женат, детей не имеет.

## Образование
Колледж автоматики и телемеханики (Днепропетровск) — инженер, специалист по интеллектуальным системам в сети.
Днепропетровский национальный университет — журналист.

## Работа вне телевидения
- В 2007 году снялся в мюзикле «Очень новогоднее кино, или Ночь в музее».
- В 2009 году озвучивал одного из героев в украинском дубляже мультфильма «Смешарики» — Лосяша[2].
- В 2013 году был выбран «смурфийским послом» и представлял Украину на всемирном слете смурфиков в Брюсселе и Париже, организованном студиями Columbia Pictures и Sony Pictures Animation для продвижения мультфильма «Смурфики-2»[3].

## Награды
Руслан Сеничкин — победитель Народной премии «Телезвезда» (учреждена украинским изданием «Теленеделя») в номинации «Любимый телеведущий информационно-аналитической программы».
Премия «Телетриумф-2008» в номинации «Лучшая информационно-аналитическая программа» — «Подробности недели», ведущий Руслан Сеничкин.